# Bandera de Maurici
La bandera de Maurici fou adoptada el 1968 i es compon de quatre bandes horitzontals de color vermell, blau, groc i verda. La bandera va ser dissenyada per Gurudutt Moher, la contribució del qual va ser reconeguda pòstumament el març de 2018 amb el títol nacional de Membre de l'Estrella i la Clau de l'Oceà Índic (MSK).

## Construcció i dimensions
Les mides oficials de la bandera estan d'acord amb el Mauritius Standard Bureau; estàndard MS.1-1:2011. Les proporcions són de 2:3.
| Tipus de bandera   | Llarg × Ample (mm) | Amplada de cada franja (mm) |
| ------------------ | ------------------ | --------------------------- |
| Bandera per màstil | 1800×1200          | 300                         |
| Bandera de taula   | 150×100            | 25                          |
| Bandera de cotxe   | 300×200            | 50                          |

### Colors
Els colors de la bandera, establerts per l'Acta Nacional de 2015 els dona el significat de:
- El vermell, situat al capdamunt, simbolitza la sang vessada pels esclaus.
- El blau és el color del cel i de l'oceà Índic.
- El groc és el símbol del sol, de la unitat i del somni purificador.
- El verd, situat a sota de tot, és el color de la natura exuberant i dels camps de sucre de canya que cobreixen el 90% de l'illa Maurici i que representen un dels tres pilars de l'economia illenca.

En un intent d'unir la nació, sobretot després dels disturbis mortals i divisors de 1965 i els de 1968, els colors també tenen orígens polítics. De fet, els colors també representen els principals partits polítics que existien en aquell moment, a saber:
En un intent d'unir la nació, sobretot després dels disturbis de 1965 i els de 1968, els colors també tenen origen polític. De fet, els colors també representen els principals partits polítics que existien en aquell moment:
- Vermell: Parti Travailliste (socialdemòcrata)
- Blau: Parti Mauricien Social Démocrate, PMSD (conservador)
- Groc: Independent Forward Bloc, IFB (socialista, indomauricià)
- Verd: Comité d'Action Musulman o Comité d'Action Mauricien, CAM (islamista)

Els codis de colors oficials de la bandera estan d'acord amb el Mauritius Standard Bureau.
| Model de color | Vermell     | Blau        | Groc        | Verd        |
| -------------- | ----------- | ----------- | ----------- | ----------- |
| Pantone        | 185C        | 295C        | 115C        | 2257C       |
| CMYK           | 0-85-77-8   | 83-76-0-57  | 0-16-100-0  | 100-0-52-35 |
| RGB            | 235, 36, 54 | 19, 26, 109 | 255, 214, 0 | 0, 166, 80  |
| HTML           | #EB2436     | #131A6D     | #FFD600     | #00A650     |

Els models CMYK, RGB i HTML s'han extret a patir dels codis de Pantone descrits al Mauritius Standard Bureau.

## Banderes històriques

Bandera colonial (1906-1923)
Bandera colonial (1923-1968)

## Altres banderes

Ensenya civil. Proporcions: 1:2
Ensenya del govern. Proporcions: 1:2
Ensenya naval. Proporcions: 26:57